# Johanniter
Le johanniter est un cépage de cuve allemand de raisins blancs.

## Origine et répartition géographique
Le cépage est une obtention de Johannes Zimmermann dans l'institut Staatliches Weinbauinstitut Freiburg à Fribourg-en-Brisgau. L'origine génétique est vérifiée : c'est un croisement des cépages riesling × (seyve-villard 12.481 × (ruländer x gutedel)) réalisé en 1968. Le cépage est autorisé dans de nombreux Länder en Allemagne. Il est également autorisé en Belgique en AOC Côtes de Sambre et Meuse  et Haspengouw .
Le johanniter est une hybride avec des parentages de Vitis labrusca, Vitis vinifera, Vitis rupestris, Vitis cinerea, Vitis berlandieri et Vitis aestivalis.

## Caractères ampélographiques
- Feuilles adultes, à 5 lobes, un sinus pétiolaire étroit

## Aptitudes culturales
La maturité est de première époque tardive: 5 jours après le chasselas.

## Potentiel technologique
Les grappes  sont moyennes et les baies sont de taille moyenne à grande. Il craint les gelées printanières.

## Synonymes
Le  johanniter est connu sous le nom de FR 177-68.